# Austin Duke
Austin P. Duke (* 3. August 1993 in Charlotte) ist ein US-amerikanischer American-Football-Spieler auf der Position des Wide Receivers. Er spielte College-Football für die University of North Carolina at Charlotte in der NCAA Division I FBS.

## Werdegang
Independence High School Patriots
Duke besuchte die Independence High School Mint Hill, North Carolina. Für die Patriots war er sowohl im Football als auch im Dreisprung und Hochsprung aktiv. Nach seiner Senior-Saison 2011 wurde Duke als Southwestern 4A Offensivspieler des Jahres ausgezeichnet. Darüber hinaus erhielt er Berufungen in die All-Conference und All-Charlotte Observer Teams sowie eine Einladung zum Shrine Bowl, dem ältesten High-School-All-Star-Football-Spiel in Amerika.
UNC Charlotte 49er
2012 verpflichtete sich Duke für die UNC Charlotte 49ers, nahm in seinem ersten Jahr aber als Redshirt nur an Trainingsaktivitäten teil. Dies lag daran, dass das College erst ab 2013 nach 64 Jahren Pause wieder ein Football-Team stellte. Die ersten zwei Jahre war das Team Teil der unabhängigen FCS-Colleges, ehe es ab 2015 der Conference USA aus der FBS angehörte. Nach seiner Rookie-Saison wurde er von der Sportseite collegesportsmadness in das zweite Independent All-Conference Team ernannt. 2014 verzeichnete er 1.373 Receiving-Yards, womit er als erster 49ers-Athlet die 1.000-Yards-Marke erreichte. Als Senior wurde er mit einer ehrenvollen Erwähnung im All-Conference Team bedacht. In jeder seiner vier Spielzeiten bei den 49ers führte Duke das Team in Receiving-Yards an. Insgesamt hatte er am College 13 Spiele mit mehr als 100 Receiving-Yards, darunter der Schulrekord von 254 Yards am 11. Oktober 2014 gegen das Militärcollege The Citadel. Er beendete seine College-Karriere als 49ers-Rekordhalter in Bezug auf Receptions (253), Receiving-Yards (3.437) und Receiving-Touchdowns (24). Im Frühjahr 2017 nahm Duke am College Gridiron Showcase und am Tropical Bowl teil.
Carolina Panthers
Im Mai 2017 wurde Duke als Undrafted Free Agent von den Carolina Panthers unter Vertrag genommen. Nach der Preseason wurde er vom Franchise entlassen. Ende September wurde Duke in den Practice Squad der Panthers aufgenommen und verblieb dort die gesamte restliche Saison. Am 1. Januar 2018 wurde Duke von den Panthers mit einem Future-Reserve-Vertrag ausgestattet. In der NFL Preseason 2018 kam Duke in vier Spielen für die Panthers zum Einsatz. Dabei verzeichnete er neun Receptions für 69 Yards sowie einen Punt und drei Kick Returns. Im Rahmen der finalen Rostercuts wurde er am 1. September entlassen.
Duke in CFL, AAF und XFL
Im Oktober 2018 gaben die Toronto Argonauts aus der Canadian Football League (CFL) die Verpflichtung Dukes bekannt, doch kam der Vertrag letztlich nicht zustande. Anfang 2019 nahm Duke am Trainingslager der Atlanta Legends der Alliance of American Football teil, verletzte sich aber und spielte schließlich nicht. Am 27. Mai 2019 unterschrieb er bei den Toronto Argonauts aus der CFL. Drei Tage später fing er bei einem Preseason-Spiel einen Pass. Er wurde am 7. Juni 2019 entlassen. Duke stand während der XFL-Saison 2020 im aktiven Kader der New York Guardians. Dort fing er in fünf Spielen fünf Pässe für 46 Yards und einen Touchdown. Zudem war er der Punt Returner des Teams und zum Zeitpunkt des Saisonabbruchs ligaweit der führende Athlet in dieser Kategorie.
Barcelona Dragons
Anfang Januar 2023 gaben die Barcelona Dragons aus der European League of Football (ELF) die Verpflichtung Dukes für die ELF-Saison 2023 bekannt.

## Stiftung
Duke gründete 2019 die Austin P. Duke Foundation. Das Ziel der Stiftung ist es, durch 7-gegen-7-Wettbewerbe und Tackling-Camps einen guten Charakter bei jungen Männern in der Gemeinde Charlotte und der Umgebung zu fördern.

## Berufliches
Duke studierte an der University of North Carolina at Charlotte Business Administration. Er arbeitet als Immobilienmakler (Hypothekenfinanzierung).